# تيم غرانت
تيم غرانت (بالإنجليزية: Tim Grant)‏ هو لاعب دوري الرغبي أسترالي، ولد في 17 فبراير 1988 في Penrith, New South Wales ‏ في أستراليا.